# Rio Cachoeira (vattendrag i Brasilien, São Paulo)
Rio Cachoeira är ett vattendrag i Brasilien.   Det ligger i delstaten São Paulo, i den sydöstra delen av landet, 800 km söder om huvudstaden Brasília.
Omgivningarna runt Rio Cachoeira är en mosaik av jordbruksmark och naturlig växtlighet. Runt Rio Cachoeira är det ganska tätbefolkat, med 120 invånare per kvadratkilometer.